# صفاء السعيداني
صفاء السعيداني (بالفرنسية: Safa Saidani) ولدت في 26 مايو 1990 في بنزرت (تونس)، هي لاعبة كرة طاولة تونسية.

هي بطلة تونس في فردي وزوجي السيدات مع راوية بن عامر الزوجي المختلط مع محمد الذوادي في 2015، ولديها بذلك 3 ألقاب في بطولة تونس لكرة الطاولة.

جائت في المركز 440 عالميا في يناير 2016، وتأهلت للألعاب الأولمبية الصيفية 2016. كان بإمكانها الترشح للألعاب الأولمبية الصيفية 2008، إلا أن اللجنة الوطنية الأولمبية التونسية رفضت دخولها البعثة التونسية.

## الإنجازات
- بطولة تونس لكرة الطاولة:
  - بطلة فردي السيدات في بطولة تونس لكرة الطاولة 2015.
  - بطلة زوجي السيدات في بطولة تونس لكرة الطاولة 2015.
  - بطلة الزوجي المختلط في بطولة تونس لكرة الطاولة 2015.
- بطلة كأس العرب لكرة الطاولة في 2015.

## روابط خارجية
- صفاء السعيداني على موقع منظمة تنس الطاولة العالمي (الإنجليزية)
- صفاء السعيداني على موقع اللجنة الأولمبية الدولية (الإنجليزية)
- صفاء السعيداني على موقع أوليمبيديا (الإنجليزية)

- صفحة صفاء السعيداني على موقع الاتحاد الدولي لتنس الطاولة.